# العلاقات الأوكرانية النمساوية
العلاقات الأوكرانية النمساوية هي العلاقات الثنائية التي تجمع بين أوكرانيا والنمسا.

## مقارنة بين البلدين
هذه مقارنة عامة ومرجعية للدولتين:
| وجه المقارنة                                              | أوكرانيا                                   | النمسا                                                    |
| --------------------------------------------------------- | ------------------------------------------ | --------------------------------------------------------- |
| المساحة (كم2)                                             | 603.63 ألف                                 | 83.86 ألف                                                 |
| عدد السكان (نسمة)                                         | 45.55 مليون                                | 8.81 مليون                                                |
| الكثافة السكانية (ن./كم²)                                 | 75.46                                      | 105.06                                                    |
| العاصمة                                                   | كييف                                       | فيينا                                                     |
| اللغة الرسمية                                             | اللغة الأوكرانية                           | اللغة الألمانية، لغة الإشارة النمساوية ‏                   |
| العملة                                                    | هريفنا أوكرانية، كاربوفانيتس، روبل سوفييتي | يورو، شلن نمساوي، رايخ مارك، شلن نمساوي                   |
| الناتج المحلي الإجمالي (بليون دولار)                      | 112.15 مليار                               | 416.60 مليار                                              |
| الناتج المحلي الإجمالي (تعادل القوة الشرائية) بليون دولار | 352.98 مليار                               | 426.99 مليار                                              |
| الناتج المحلي الإجمالي الاسمي للفرد دولار أمريكي          | 2.11 ألف                                   | 43.77 ألف                                                 |
| الناتج المحلي الإجمالي للفرد دولار أمريكي                 | 8.66 ألف                                   | 47.68 ألف                                                 |
| مؤشر التنمية البشرية                                      | 0.747                                      | 0.885                                                     |
| رمز المكالمات الدولي                                      | +380                                       | +43                                                       |
| رمز الإنترنت                                              | .ua، .укр ‏                                 | .at                                                       |
| المنطقة الزمنية                                           | ت ع م+02:00، ت ع م+03:00، توقيت شرق أوروبا | توقيت وسط أوروبا، ت ع م+01:00، ت ع م+02:00، أوروبا/فيينا ‏ |

## مدن متوأمة
في ما يلي قائمة باتفاقيات التوأمة بين مدن أوكرانية ونمساوية:
- ترتبط زاباروجيا مع لينتس باتفاقية توأمة منذ 20 مايو 1986.[16][17][16][17]
- ترتبط كييف مع فيينا باتفاقية توأمة منذ 1995.[18][19][20][18]
- ترتبط تشيرنوفتسي مع كلاغنفورت باتفاقية توأمة منذ 14 أكتوبر 2012.[21][22][23][21]

## منظمات دولية مشتركة
يشترك البلدان في عضوية مجموعة من المنظمات الدولية، منها:
| علم المنظمة | اسم المنظمة                               | تاريخ انضمام أوكرانيا | تاريخ انضمام النمسا |
| ----------- | ----------------------------------------- | --------------------- | ------------------- |
|             | وكالة ضمان الاستثمار متعدد الأطراف        | 19 يوليو 1994         | 16 ديسمبر 1997      |
|             | الأمم المتحدة                             | 24 أكتوبر 1945        | 14 ديسمبر 1955      |
|             | الفريق المعني برصد الأرض                  | ?                     | ?                   |
|             | منظمة حظر الأسلحة الكيميائية              | ?                     | ?                   |
|             | منظمة التجارة العالمية                    | 16 مايو 2008          | ?                   |
|             | منظمة الشرطة الجنائية الدولية             | ?                     | ?                   |
|             | منظمة الأمن والتعاون في أوروبا            | 30 يناير 1992         | 25 يونيو 1973       |
|             | مؤسسة التنمية الدولية                     | 27 مايو 2004          | 28 يونيو 1961       |
|             | نظام تحكم تكنولوجيا القذائف               | 1998                  | 1991                |
|             | يونسكو                                    | 12 مايو 1954          | 13 أغسطس 1948       |
|             | مجلس أوروبا                               | 9 نوفمبر 1995         | ?                   |
|             | الاتحاد البريدي العالمي                   | ?                     | ?                   |
|             | البنك الدولي للإنشاء والتعمير             | 3 سبتمبر 1992         | 27 أغسطس 1948       |
|             | الاتحاد الدولي للاتصالات                  | 7 مايو 1947           | 1866                |
|             | مؤسسة التمويل الدولية                     | 18 أكتوبر 1993        | 28 سبتمبر 1956      |
|             | المنظمة الأوروبية لسلامة الملاحة الجوية   | 2004                  | 1993                |
|             | المركز الدولي لتسوية المنازعات الاستشارية | 7 يوليو 2000          | 24 يونيو 1971       |
|             | مجموعة أستراليا                           | 2005                  | 1989                |
|             | مجموعة الموردين النوويين                  | ?                     | ?                   |

## أعلام
هذه قائمة لبعض الشخصيات التي تربطها علاقات بالبلدين:
- آنا نيتريبكو (18 سبتمبر 1971[31][32][33] – )
- إلبير أورتايلي (مؤرخ تركي، 21 مايو 1947 – )
- نيكولا بيليك (لاعب كرة يد نمساوي، 28 نوفمبر 1996 – )

## وصلات خارجية
- موقع وزارة الخارجية الأوكرانية
- موقع وزارة الخارجية النمساوية